# Черепаха леопардова
Черепаха леопардова (Stigmochelys pardalis) — єдиний вид черепах роду Леопардові черепахи родини Суходільні черепахи. Має 2 підвиди.

## Опис
Загальна довжина карапаксу досягає 60—70 см, вага 35—50 кг. Самці дещо більше за самиць. Карапакс високий, округлої форми. Це черепаха з красивим забарвленням у світло-коричневий колір з дрібними чорними плямами. Малюнок нагадує шкіру леопарда. Звідси походить назва цієї черепахи.

## Спосіб життя
Полюбляє напівпустелі, рівнини, порослі травою або колючими чагарниками. Іноді зустрічається у гірських районах. Не виносить вологості і холоду. Вона повинна отримувати регулярний доступ до води для пиття й водних ванн.
Харчується плодами і фруктами, травою, кактусами опунція, рослинами-сукулентами (молочай, алое), чортополохом, зрідка вживає тваринну їжу.
Самиця відкладає яйця у другій половині літо. Усього в кладці від 5 до 18 круглих або трохи еліпсоподібних яєць. Інкубаційний період триває 178–458 днів. Новонароджені черепашенята мають 5 см.

## Розповсюдження
Мешкає у Південному Судані, Ефіопії, східній Африці, Замбії, Ботсвані, Намібії, Анголі, а також південно-західній Африці.

## Підвиди
- Stigmochelys pardalis pardalis
- Stigmochelys pardalis babcocki